# Пекер, Реджеп
Мехмет Реджеп Пекер (тур. Mehmet Recep Peker; 5 февраля 1889, Константинополь — 2 апреля 1950, Стамбул) — турецкий военный и государственный деятель, лезгинского происхождения.

## Биография
Родился в лезгинской семье. В 1907 году окончил Военно-морскую академию, получив звание лейтенанта. Участвовал в итало-турецкой в Йемене и Триполитания и во Второй балканской войнах. Во время Первой мировой войны воевал в Румелии и на Кавказском фронте. В 1919 году окончил Военную академию. Во второй половине 1919 года он служил помощником учителя истории войны в Военной академии. Участник войны за независимость Турции в составе 20-го корпуса, окончил войну в звании майора.
В апреле 1920 года был избран генеральным секретарём Великого национального собрания Турции. 12 июля 1923 года он был переизбран в парламент в качестве депутата от Кютахья. В период между его назначением на пост генерального секретаря парламента до битвы при Сакарье он также занимал должность начальника второго отделения Генерального штаба. Определённый период был главным редактором газеты «Хакимиет-и Милли».
- май—ноябрь 1924 г. — министр финансов,
- В 1924—1925 годах — министр внутренних дел и некоторые время — министр обмена населением, расселения и инфраструктуры,
- В 1925—1927 годах — министр обороны,
- В 1928—1930 годах — министр общественных работ, одновременно в апреле 1929 года — министр образования Турции.

В 1931—1935 годах — генеральный секретарь Республиканской народной партии, став «третьим человеком в государстве» после Ататюрка и Инёню. В 1936 году его отправили в Италию для изучения фашизма. Отчёт, который он написал по возвращении и который был утверждён и подписан Исметом Иненю предусматривал создание «Фашистского совета» при Великом Национальном Собрании Турции, но эта инициатива была отклонена президентом Ататюрком, это привело к конфликту двух политиков и его отстранению от руководства партией.
В 1942—1943 годах — министр внутренних дел Турции.
Стал первым премьер-министром в период многопартийности 7 августа 1946 года, находился в этой должности до 7 сентября 1947 года.
Депутат Великого национального собрания Турции 2-8-го созывов.
В 1948 году он ушёл из политической жизни.
Инициировал введение предмета «История революции» в рамках школьной учебной программы. С 1933 года по поручению Ататюрка сам читал лекции по этой дисциплине в университетах Анкары и Стамбула, а также в военных академиях и написал об этом книгу. Поддержал идею, что женщины должны быть освобождены от чадры и арабские буквы должны быть заменены на турецкий алфавит.
Был похоронен на кладбище мучеников в Эдирнекапы в Стамбуле.

## Цитаты
Либерализм — это измена родине. (1935) (в оригинале: Liberalizm, vatan hainliğidi)